# شاطئ عمشيت
شاطيء عمشيت هو أحد شواطيء لبنان المتوسطية، يعتبر مركز جذب للمواطنين من كافة أنحاء البلاد. يعتبر من أهم مناطق الجذب السياحي من نوع السياحة الشاطئية.
سمي شاطيء عمشيت عن بلدة عمشـيت اللبنانية التي تقع شـمالي منطـقة جبيل، على هضبة فسيحة تلاصق أطرافـها الساحل على البحر الأبيض المتوسط، والذي يسمى شاطئها ب «عمشيت» كناية عنها، ثم تمـتد منه شرقاً مرتفعة تدريجياً إلى 160متـراً في أعالي بيوتها. ويكتنف جهتيها الشمالية والقبلية نهرا بعشتا والفرطوش الجاريان شتاءً في وديانها المظللة بأشجار السنديان والصنوبر الوارفة الظل. يحدها من الشرق البحر المتوسط وبيروت جنوباً، وغابة الارز شمالا. وتبلغ مساحتها 5 كلم مربع ويبلغ طول شاطئها نحو 5200م.

## موقعه في السياحية الشاطئية وبين شواطيء لبنان
يصل طول الشاطئ اللبناني إلى 200 كم، ويبلغ عدد الأيام المشمسة في البلاد قرابة 300 يوم، مما يجعله مقصدًا بارزًا لمحبي الاستجمام والنشاطات والرياضات البحرية المتنامية في أماكن مختلفة من البلاد. ويعتبر شاطيء عمشيت من أهم شواطيء لبنان من حيث حماية البيئة ولا من حيث الإدارة الجيدة إذ ظل شاطيء عمشيت يُسجّل من أكثر الشواطيء اللبنانية العامة نظافة وإدارة شاطئية مستحسنة، مما يجعله أمثر شواطيء لبنان سمعة جيدة ومقصدا للزوار من مختلف المنطاق اللبنانية في إطار السياحة الداخلية أو سياح من خارج الوطن اللبناني خصوصا خلال فترة الصيف للتمتع برياضة السباحة والاستجمام، ساعده في ذلك موقعه البعيد عن زحمة المدينة،  حيث يبعد مسافة متوسطة عن العاصمة وزحمتها، مما يجعله يوفر جواً من الاسترخاء لمحبي الهدوء والتأمل ونظرا لفسحة الشاطيء البعيدة عن ضجيج وحدود المدن المليونية أو العملاقة.